# Pavel Hanus
Pavel Hanus (* 17. března 1987 Karviná) je český kytarista, bubeník, zpěvák a skladatel. Od roku 2015 je členem české heavy metalové skupiny Citron. Současně vystupuje také se zpěvačkou Tanjou nebo v rámci hudebního projektu Bohemian Metal Rhapsody. V roce 2018 vydal své debutové instrumentální album MCMLXXXVII. Na konci roku 2020 oznámil, že chystá vlastní sólový projekt se svou doprovodnou kapelou.
Od roku 2021 vystupuje se svojí doprovodnou kapelou ve složení: Radim Majer (elektrická kytara), Pavel Urban (basová kytara) a Kamil Tobola (bicí).
V roce 2022 vydal album Pandemic!, které obsahuje předělávky známých rockových hitů. Album vznikalo v období covidové pandemie. 
V druhé polovině roku 2023 vydal autorské sólové album Dřív než hvězdy vyjdou.

## Diskografie

### Sólově

#### Studiová alba
- MCMLXXXVII (2018)
- Pandemic! (2022)
- Dřív než hvězdy vyjdou (2023)

#### Singly
- Má první láska se dnes vdává (2022)
- Lady Starlight (2022)
- Všichni jsme v prdeli! (2022)
- Ještě dál mi chvíli sviť (2022)
- Stíny duše (2023)
- Litanie za lásku (2023)

### Citron

#### Studiová alba
- Rebelie rebelů (2016)

#### EP/Singly
- Rebelie Vol. 1 (2015) EP
- Rebelie Vol. 2 (2016) EP
- Valašský věk (2019) Singl
- Supi se slétají (2020) EP

#### DVD
- Representative ЯR- Rebelie Rebelů (2017)
- Silní A Nezlomní - Živě V Praze (Turné Souboj Rebelů 2018) (2019)

### Tanja

#### EP
- Jsem posedlá (2017)
- Stín (2018)

### Bohemian Metal Rhapsody

#### DVD
- Episode: Cosmos Part 1 (2019)